# Teorema di Thévenin
Il teorema di Thévenin è un teorema dell'elettrotecnica che afferma che qualunque circuito lineare, indipendentemente dalla sua complessità, visto da due terminali è equivalente ad un generatore reale di tensione costituito da un generatore ideale di tensione in serie a un resistore: l'equivalenza vale limitatamente alla tensione e alla corrente in corrispondenza dei terminali del circuito. Enunciato per primo dallo scienziato tedesco Hermann von Helmholtz (1821-1894) nel 1853, ma riscoperto nel 1883 dall'ingegnere francese Léon Charles Thévenin (1857-1926) da cui prende il nome.
È il duale del teorema di Norton.

## Teorema

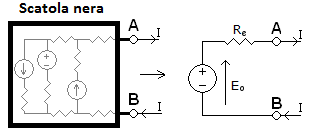
Generatore equivalente di tensione

### Enunciato
Sia un circuito lineare un circuito in cui l'uscita è in relazione lineare con l'ingresso e siano detti equivalenti due circuiti che hanno la stessa relazione tensione corrente ai terminali allora per il teorema di Thévenin un circuito lineare con due terminali può essere sostituito con un circuito equivalente formato da un generatore di tensione {\displaystyle V_{Th}} in serie con un resistore {\displaystyle R_{Th}} in cui {\displaystyle V_{Th}} è la tensione a vuoto ai terminali e {\displaystyle R_{Th}} è la resistenza di ingresso o resistenza equivalente vista agli stessi terminali quando i generatori indipendenti sono spenti.

### Considerazioni
Se i due terminali del circuito lineare sono lasciati a vuoto, ovvero si ha un circuito aperto, allora la corrente in ingresso ai terminali del circuito è nulla {\displaystyle i_{oc}=0} di conseguenza per il teorema di Thévenin la tensione a vuoto del circuito è pari alla tensione del generatore Thévenin {\displaystyle v_{oc}=V_{Th}}.
In condizioni di circuito aperto è possibile determinare la resistenza equivalente {\displaystyle R_{Th}} vista dai terminali del circuito quando i generatori indipendenti sono spenti, ovvero quando il circuito è inerte. Se la rete presenta dei generatori dipendenti questi non devono essere spenti per il calcolo della resistenza equivalente in quanto sono controllati dalle variabili del circuito, è quindi necessario applicare un generatore di tensione di prova {\displaystyle v_{0}} ai terminali del circuito e determinare la corrente {\displaystyle i_{0}} legata alla tensione di prova dalla legge di Ohm {\displaystyle v_{0}=R_{Th}i_{0}}. Dualmente è possibile collegare ai terminali del circuito un generatore di corrente di prova  {\displaystyle i_{0}} per determinare in modo analogo la tensione di prova {\displaystyle v_{0}}.
Considerato un circuito lineare chiuso con un carico {\displaystyle R_{L}} successivamente ridotto al suo equivalente di Thévenin allora la corrente entrante nel carico {\displaystyle I_{L}} è data dal rapporto tra la tensione di Thévenin e la serie tra la resistenza equivalente e la resistenza del carico; la tensione sul carico è legata alla corrente dalla legge di Ohm {\displaystyle V_{L}=R_{L}I_{L}}.
{\displaystyle I_{L}={V_{Th} \over R_{Th}+R_{L}}}

### Corrente alternata
Il teorema di Thévenin è valido anche nei circuiti lineari alimentati a corrente alternata, in questo caso il circuito lineare può essere sostituito con un circuito equivalente formato da un generatore di tensione alternata {\displaystyle {\bar {V}}_{Th}} in serie con un'impedenza {\displaystyle {\bar {Z}}_{Th}}. Se le sorgenti del circuito operano a frequenze differenti allora è necessario determinare un circuito equivalente di Thévenin per ogni frequenza.

## Dimostrazione
Per dimostrare il teorema di Thévenin conviene fare riferimento alle tre figure seguenti che ci aiuteranno a capire i passi logici nei quali il teorema stesso si articola. La dimostrazione consiste nel verificare l'equivalenza della fig. 1 con la fig. 3 ai fini del calcolo di {\displaystyle V} e di {\displaystyle I} in cui {\displaystyle E_{0}} assume il valore della tensione a vuoto presente ai nodi A-B e {\displaystyle R_{e}} quello della resistenza vista guardando dentro la scatola nera sempre dai nodi A-B.

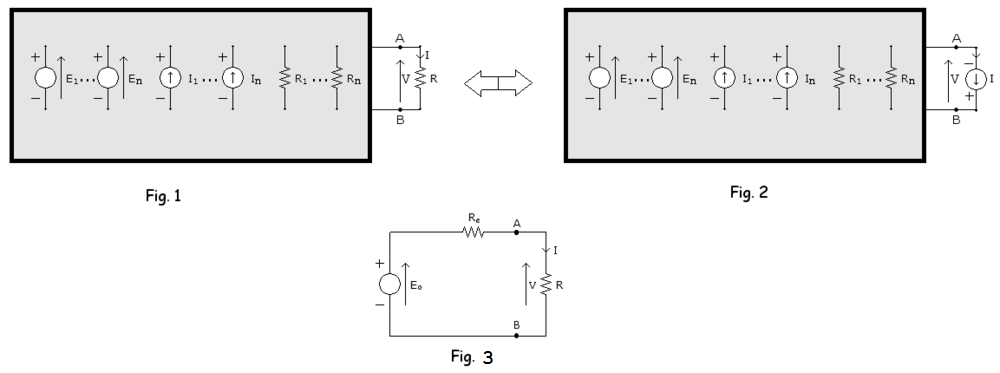
I circuiti di fig. 1 e 2 risultano equivalenti avendo sostituito a il generatore di corrente che conserva inalterata la corrente in tale ramo; il circuito di fig.3 risulta equivalente ai primi due ai fini del calcolo di e in virtù del teorema di Thévenin.

1) Si consideri il circuito di fig. 1 che a valle dei nodi A-B evidenzia la resistenza {\displaystyle R} di cui si vogliono determinare la tensione {\displaystyle V} presente ai suoi capi e la corrente {\displaystyle I} che l'attraversa. A monte di A-B c'è un contenitore, una scatola nera, che racchiude al suo interno il resto del circuito composto da generatori di tensione e di corrente e da altre resistenze.
2) Nulla cambia nei valori di {\displaystyle V} e di {\displaystyle I} se il resistore {\displaystyle R} viene sostituito da un generatore di corrente che continua a imporre a valle dei nodi A-B la stessa corrente {\displaystyle I}. In altri termini anziché studiare il circuito di fig. 1 è possibile studiare il circuito di fig. 2 ad esso equivalente.
3) Per calcolare la tensione {\displaystyle V} di fig. 2 è possibile ricorrere al principio di sovrapposizione degli effetti.
4) All'interno della scatola nera di fig. 2 si terrà dapprima attivo il solo generatore di tensione Errore del parser (SVG (MathML può essere abilitato tramite plug-in del browser): risposta non valida ("Math extension cannot connect to Restbase.") dal server "http://localhost:6011/it.wikipedia.org/v1/":): {\displaystyle E_1}
, sostituendo con cortocircuiti gli altri generatori di tensione e con circuiti aperti i generatori di corrente ivi presenti e si sostituirà con un circuito aperto anche il generatore di corrente {\displaystyle I} a valle dei nodi A-B: in questo modo si determinerà la tensione {\displaystyle V_{E_{1}}} ai capi di A-B dovuta alla sola {\displaystyle E_{1}}. Si procederà allo stesso modo per gli altri generatori di tensione {\displaystyle E_{2}},…,{\displaystyle E_{n}}, ognuno dei quali contribuirà con {\displaystyle V_{E_{2}}},…,{\displaystyle V_{E_{n}}} ai capi di A-B, avendo cura di continuare a sostituire con un circuito aperto il generatore di corrente {\displaystyle I}.
5) All'interno della scatola nera di fig. 2 si terrà poi attivo dapprima il solo generatore di corrente {\displaystyle I_{1}}, sostituendo con circuiti aperti gli altri generatori di corrente e con cortocircuiti i generatori di tensione ivi presenti e si sostituirà con un circuito aperto anche il generatore di corrente {\displaystyle I} a valle dei nodi A-B: in questo modo si determinerà la tensione {\displaystyle V_{I_{1}}} ai capi di A-B dovuta alla sola {\displaystyle I_{1}}. Si procederà allo stesso modo per gli altri generatori di corrente {\displaystyle I_{2}},…,{\displaystyle I_{n}}, ognuno dei quali contribuirà con {\displaystyle V_{I_{2}}},…,{\displaystyle V_{I_{n}}} ai capi di A-B, avendo cura di continuare a sostituire con un circuito aperto il generatore di corrente {\displaystyle I}.
6) Dal momento che nei punti 4) e 5) si è sempre sostituito con un circuito aperto il generatore di corrente {\displaystyle I}, la somma {\displaystyle V_{E_{1}}}+…+{\displaystyle V_{E_{n}}}+{\displaystyle V_{I_{1}}}+…+{\displaystyle V_{I_{n}}} rappresenta la tensione {\displaystyle E_{0}} che si manifesta a vuoto ai capi di A-B.
7) Per completare l'applicazione del principio di sovrapposizione resta infine da considerare il generatore di corrente {\displaystyle I}. A tal fine all'interno della scatola nera di fig. 2 si sostituiranno con cortocircuiti tutti i generatori di tensione e con circuiti aperti tutti i generatori di corrente e questa volta si lascerà attivo il solo generatore di corrente I. La tensione ai capi di A-B che si determina a causa della presenza di quest'ultimo sarà data da {\displaystyle -R_{e}I}. Il termine {\displaystyle R_{e}} rappresenta la resistenza equivalente vista dal generatore di corrente che guarda dentro A-B. Il segno meno deriva dal fatto che, tenendo conto del verso delle frecce in fig. 2, il generatore di corrente produce una tensione positiva di verso opposto rispetto al verso positivo delle tensioni {\displaystyle V_{E_{1}}},…,{\displaystyle V_{E_{n}}},{\displaystyle V_{I_{1}}},…,{\displaystyle V_{I_{n}}} considerate nei punti 4) e 5).
8) Sommando tutte le tensioni parziali ricavate finora si ha che la tensione {\displaystyle V} ai capi di A-B è data da {\displaystyle V=E_{0}-R_{e}I}. Tale formula non è altro che la rappresentazione del circuito di fig. 3 che risulta equivalente ai fini del calcolo di {\displaystyle V} e di {\displaystyle I} al circuito di fig.2 che a sua volta risulta equivalente al circuito di fig 1 (c.v.d).
In definitiva quindi per determinare {\displaystyle E_{0}} bisogna aprire il ramo A-B di fig. 1 e calcolare la tensione che viene a manifestarsi fra tali nodi. Il calcolo può avvenire con uno qualunque dei metodi di risoluzione dei circuiti elettrici (correnti di maglia, potenziali ai nodi, Millman, ecc.) e quindi non necessariamente con il principio di sovrapposizione degli effetti utilizzato nella presente dimostrazione. Per determinare la {\displaystyle R_{e}} bisogna ancora una volta aprire il ramo A-B di fig.1, annullare i generatori di corrente e di tensione dentro la scatola nera e calcolare la resistenza che si vede guardando all'interno di tali nodi.

## Esempio applicativo

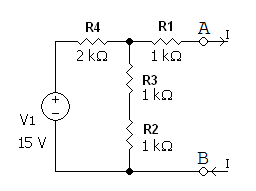
Circuito in esame

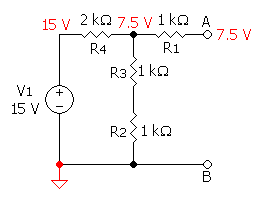
Calcolo della tensione d'uscita a vuoto

La tensione equivalente di Thévenin è la tensione presente ai terminali di uscita A-B quando si apre il circuito in corrispondenza degli stessi.
Nel caso in esame conviene utilizzare il principio del partitore di tensione: avendo aperto il circuito ai terminali A-B, l'unica corrente circolante è quella erogata dal generatore di tensione V1 che passa in successione attraverso le resistenze R4, R3 e R2. Si ha dunque:

{\displaystyle i=V_{\mathrm {1} }/(R_{2}+R_{3}+R_{4})=3{,}75\,\mathrm {mA} \,\!}
{\displaystyle V_{\mathrm {AB} }=i(R_{2}+R_{3})={R_{2}+R_{3} \over (R_{2}+R_{3})+R_{4}}\cdot V_{\mathrm {1} }=}
{\displaystyle ={1\,\mathrm {k} \Omega +1\,\mathrm {k} \Omega  \over (1\,\mathrm {k} \Omega +1\,\mathrm {k} \Omega )+2\,\mathrm {k} \Omega }\cdot 15\,\mathrm {V} =7{,}5\,\mathrm {V} }

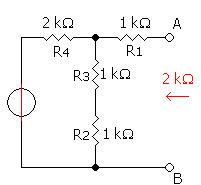
Calcolo della resistenza equivalente

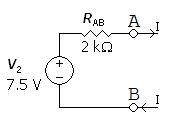
Circuito equivalente secondo Thévenin

La resistenza equivalente di Thévenin è la resistenza misurata tra i punti A e B "guardando indietro" dentro il circuito: equivale alla resistenza che vedrebbe una corrente entrante nel nodo A e uscente dal nodo B. In base al teorema di Thévenin bisogna sostituire ogni generatore di tensione con un cortocircuito e ogni generatore di corrente con un circuito aperto. La resistenza tra i terminali A-B può essere calcolata usando le formule per i circuiti in serie e parallelo:
{\displaystyle R_{\mathrm {AB} }=R_{1}+\left(\left(R_{3}+R_{2}\right)\|R_{4}\right)=1\,\mathrm {k} \Omega +\left(\left(1\,\mathrm {k} \Omega +1\,\mathrm {k} \Omega \right)\|2\,\mathrm {k} \Omega \right)=2\,\mathrm {k} \Omega }